# Paschim Medinipur

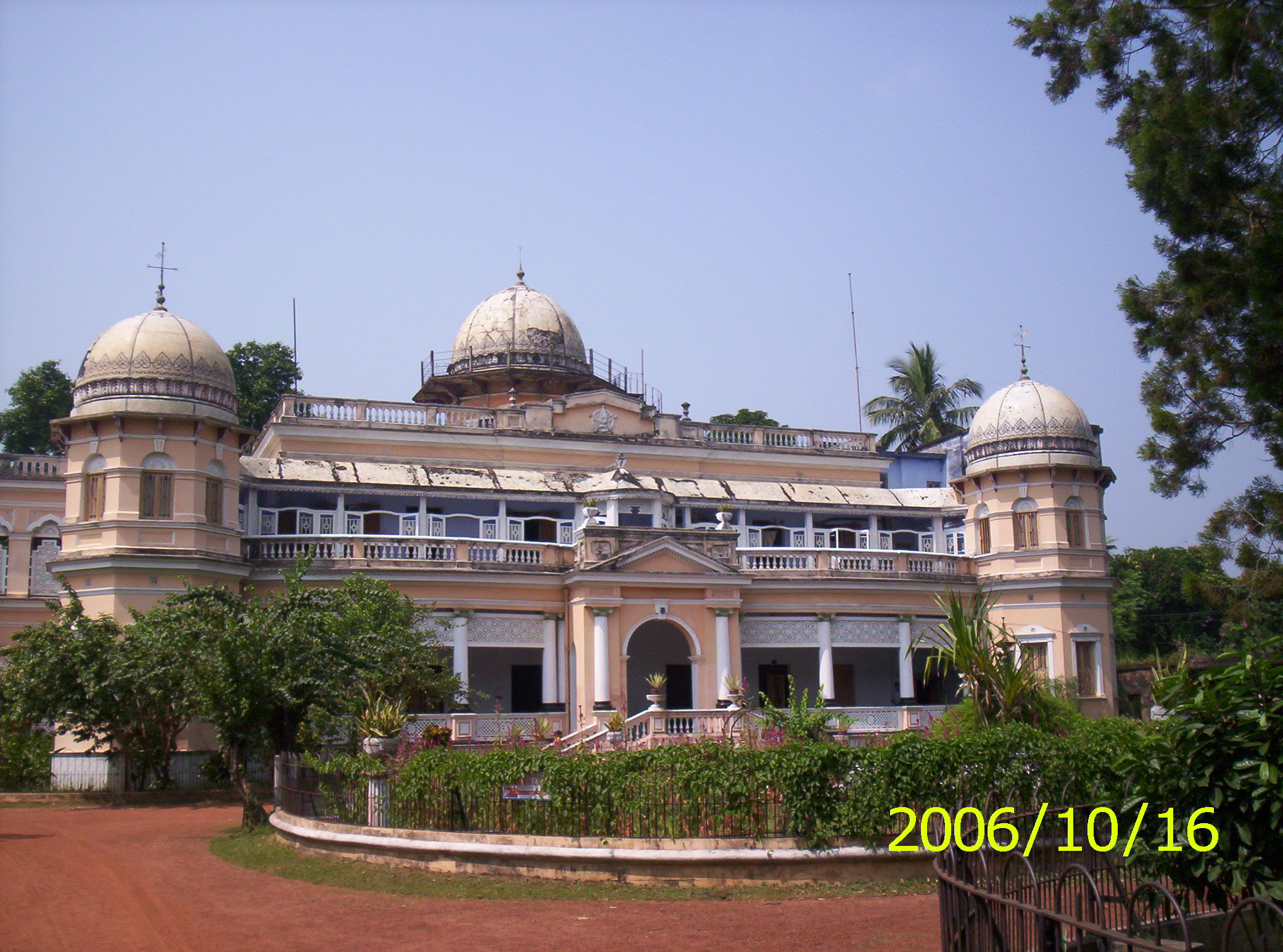
Der Palast von Jhargram

Paschim Medinipur (bengalisch পশ্চিম মেদিনীপুর, Paścim Medinīpur Pashchim Medinipur; Englisch: Midnapore West) ist ein Distrikt im Westen des indischen Bundesstaats Westbengalen.

## Bevölkerung

### Einwohnerentwicklung
In den ersten Jahrzehnten des 20. Jahrhunderts wuchs die Bevölkerung nur schwach. Dies wegen Seuchen, Krankheiten und Hungersnöten. Seit der Unabhängigkeit Indiens hat sich die Bevölkerungszunahme beschleunigt. Während die Bevölkerung in der ersten Hälfte des 20. Jahrhunderts um rund 18 % zunahm, betrug das Wachstum in den fünfzig Jahren zwischen 1961 und 2011 160 %. Die Bevölkerungszunahme zwischen 2001 und 2011 lag bei 14,13 % oder rund 592.000 Menschen. Offizielle Bevölkerungsstatistiken werden seit 1901 geführt und veröffentlicht.
| Jahr      | 1901      | 1911      | 1921      | 1931      | 1941      | 1951      | 1961      | 1971      | 1981      | 1991      |
| Einwohner | 1.159.848 | 1.170.991 | 1.103.256 | 1.136.439 | 1.312.730 | 1.369.040 | 1.839.493 | 2.377.280 | 2.952.781 | 3.611.534 |

### Bedeutende Orte
Im Distrikt gibt es zwar 17 Orte, die als Städte (towns und census towns) gelten. Dennoch ist der Anteil der städtischen Bevölkerung im Distrikt sehr tief. Denn nur 655.250 der 4.776.909 Einwohner oder 13,72 % leben in städtischen Gebieten. Die vier Orte mit mehr als 50.000 Einwohnern sind:
Weitere Städte mit einer Einwohnerschaft von mehr als 10.000 Personen sind (Einwohnerzahl in Klammern): Chandrakona (23.629), Ramjibanpur (19.611), Kshirpai (Khirpai) (16.384), Balichak (13.784) und Kharar (12.118).

### Volksgruppen
In Indien teilt man die Bevölkerung in die drei Kategorien general population, scheduled castes und scheduled tribes ein. Die scheduled castes (anerkannte Kasten) mit (2011) 899.759 Menschen (18,83 Prozent der Bevölkerung) werden heutzutage Dalit genannt (früher auch abschätzig Unberührbare betitelt). Die scheduled tribes sind die anerkannten Stammesgemeinschaften mit (2011) 546.167 Menschen (11,43 Prozent der Bevölkerung), die sich selber als Adivasi bezeichnen. Zu ihnen gehören in Westbengalen 40 Volksgruppen. Da der damalige Distrikt Paschim Medinipur im Jahr 2017 auf die heutigen Distrikte Jhargram und Paschim Medinipur aufgeteilt wurde, ist eine Statistik der anerkannten Stammesgemeinschaften nicht möglich. Die größten Volksgruppen im damaligen Distrikt Paschim Medinipur sind die Santal, Bhumij, Munda, Koda/Kora, Savar, Ho, Baiga und Mahali.
Die anerkannten Stammesgemeinschaften haben nur geringe Anteile in den Städten und ihre Hochburgen in den Blocks Keshiary (34,25 %), Kharagpur II (25,57 %), Narayangarh (22,50 %), Debra (20,48 %) und Garbeta II (19,99 %).

## Bildung
Die wichtigsten Bildungseinrichtungen sind die Vidyasagar University in Medinipur und das Indian Institute of Technology Kharagpur in Kharagpur.

## Geschichte
Der Distrikt entstand am 1. Januar 2002 durch die Teilung des vormaligen Distrikts Medinipur in einen westlichen und einen östlichen Teil aus den westlichen Gebieten des damaligen Distrikts. Am 4. April 2017 spaltete sich die Jhargram subdivision von diesem Distrikt ab und wurde zum Distrikt Jhargram. Seither hat sich der Gebietsumfang nicht mehr verändert.

Am 28. Mai 2010 verübten maoistische Naxaliten einen Anschlag auf den Jnaneswari Express von Haora nach Mumbai südöstlich der Ortschaft Manikpara. Der Zug entgleiste und ein entgegenkommender Güterzug fuhr in die Unfallstelle. Der Unfall forderte 148 Tote und mehr als 200 weitere Verletzte. 

## Verwaltung
Pashchim Medinipur teilt sich in die drei Sub-Divisionen Ghatal, Kharagpur und Medinipur (Sadar) auf. Diesen drei Gebieten unterstehen die 21 Blocks (Landkreise) und 6 Municipalities (Stadtkreise) und 5088 Dörfer.   